# Amparo Morillo
Amparo Morillo (Castilla y León, 26 de agosto de 1918-Ciudad de México, 15 de marzo de 1976) fue una actriz española.

## Biografía y carrera
Inició su carrera artística a petición de Anita Blanch, quien le ofreció un papel en la obra teatral Casa de mujeres, que después también se hizo en el cine. Ella que en ese tiempo se dedicaba a la taquimecanografía, aceptó encantada la proposición. Después de ese papel fue llamada al cine. La carrera de Amparo fue breve, pues en aproximadamente 30 años filmó casi 20 películas. 
Inició su carrera en el cine en 1941 con la película Noche de recién casados. Protagonizó El diablo no es tan diablo en 1949 junto con Julián Soler, (última película antes de un descanso de casi 20 años) y como la novia de Manolo Fábregas en La barraca en 1945. También participó junto a Joaquín Pardavé en las películas: El gran Makakikus y El sombrero de tres picos, las dos de 1944, y en Algo flota sobre el agua con Arturo de Córdova y Elsa Aguirre en 1948. Su último trabajo fue El mes más cruel, filmada en 1969.

## Muerte
El 15 de marzo de 1976, Morillo falleció a los 57 años de edad en Ciudad de México.

## Filmografía
- 1969 El mes más cruel
- 1949 El diablo no es tan diablo ... Alma (como Amparito Morillo)
- 1948 Algo flota sobre el agua ... Carmina
- 1946 Amor de una vida ... Margarita
- 1945 El que murió de amor ... Elisa
- 1945 La barraca ... Roseta
- 1945 El criollo ... Elena Vargas
- 1945 La mujer que engañamos ... Magdalena
- 1944 El gran Makakikus ... Margot
- 1944 El sombrero de tres picos
- 1943 ¡Arriba las mujeres! ... Luz Tenue
- 1943 Resurrección
- 1942 La virgen morena ... Doña Blanca
- 1942 Casa de mujeres
- 1942 El conde de Montecristo
- 1942 Jesús de Nazareth... La samaritana
- 1942 Regalo de reyes ... Magdalena (como Amparito Morillo)
- 1942 Dos mexicanos en Sevilla
- 1942 ¿Quién te quiere a ti? ... Carola
- 1941 Noche de recién casados